# セオドア・フリーマン
セオドア・コーディ・“テッド”・フリーマン（Theodore Cordy "Ted" Freeman、1930年2月18日 - 1964年10月31日）は、アメリカ合衆国の航空宇宙工学者、アメリカ空軍軍人、テストパイロット、NASA宇宙飛行士である。1963年にNASA第3期宇宙飛行士に選出されたが、その1年後に練習機T-38の墜落により死亡した。これは、NASA宇宙飛行士の初の死亡事故だった。死亡の時点の階級は大尉。。

## 若年期と教育
フリーマンは1930年2月18日にペンシルベニア州ハバフォードで生まれた。ファーストネームは父セオドア・カレン・ドノバン・フリーマン(Theodore Cullen Donovan Freeman)から、ミドルネームは母方の祖父トーマス・コーディ・ウィルソン(Thomas Cordy Wilson)から名付けられた。フリーマンは5人兄弟の一人だった。デラウェア州ルイスで育ち、1936年から1944年までルイス小学校に通学した。父は農夫、兄弟は大工であり、フリーマンもブルーカラーの仕事に就くものと思われていた。フリーマンは幼い頃から、将来飛行機に乗れるように貯金をしていた。また、飛行機の給油や整備のアルバイトをしていた。フリーマンは貯めたお金のほとんどを飛行訓練に使い、450時間以上の飛行訓練をして、16歳のときに飛行機の操縦免許を取得した。フリーマンは「私は空港で育ったようなものだ」と語っている。
高校では野球とフットボールをプレイしていた。フットボールをしているときに強く殴られたため、歯並びが悪くなった。高校では生徒会長を務め、全米優等生協会の地方支部長でもあった。フリーマンはクラスで3位の成績で1948年に高校を卒業した。
高校3年生の時、フリーマンは海軍兵学校に入学願書を提出した。奨学金の受給資格は得られたが、歯並びの悪さにより医学的検査で不合格となった。歯並びを直せば翌年には合格できると言われた。高校卒業後は一旦デラウェア大学に入学した。そして、歯並びを直すための手術と数か月間の矯正治療を受けた。フリーマンは1949年6月に海軍兵学校に入学し、1953年に卒業して理学の学士号を取得した。その後、ミシガン大学大学院に進学し、航空工学で理学の修士号を取得した。

## 空軍とNASAでの経歴

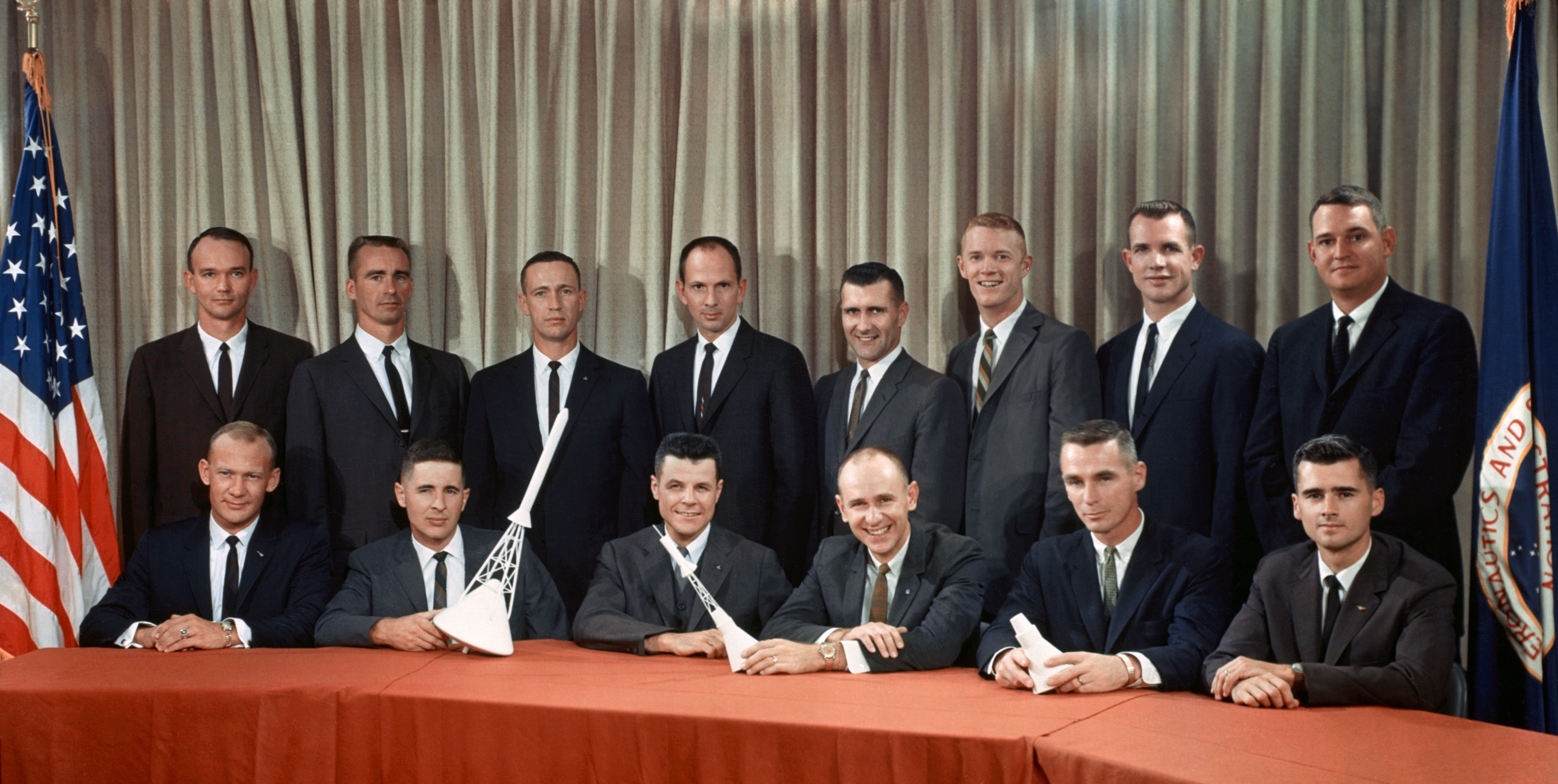
NASA第3期宇宙飛行士（ザ・フォーティーン）。後列の左から4人目がフリーマン。

フリーマンはアメリカ空軍に入隊し、テキサス州のホンドー空軍基地・ブライアン空軍基地、ネバダ州のネリス空軍基地で飛行訓練を受けた。1955年2月に空軍パイロットの資格を得て中尉に昇進し、カリフォルニア州のジョージ空軍基地に配属された。
1960年2月、航空宇宙エンジニアとしてカリフォルニア州のエドワーズ空軍基地に配属された。同年6月、ミシガン大学で修士号を取得し、大尉に昇進した。フリーマンは空軍の実験テストパイロット学校と航空実験テストパイロット学校(ARPS)の課程を修了した。その後、モハーベ砂漠にあるARPSの飛行試験技術者兼実験テストパイロット教官となった。
フリーマンは主に性能試験飛行と安定性試験に従事し、3300時間（うちジェット機2400時間）の飛行時間を記録した。1963年10月にNASA第3期宇宙飛行士（ザ・フォーティーン）に選抜され、ブースターの開発支援を担当した。

## 死亡事故

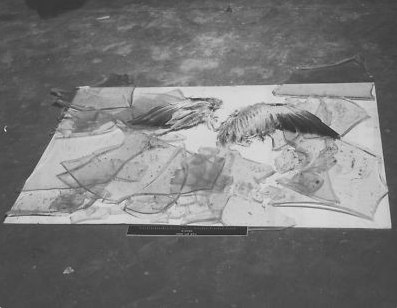
フリーマンが乗っていたT-38の割れた窓と、衝突したガチョウの翼

1964年10月31日の朝、フリーマンが操縦していた練習機T-38がバードストライクにより墜落し、フリーマンは死亡した。セントルイスにあるマクドネル・エアクラフト社の訓練施設からヒューストンのエリントン空軍基地に戻る途中の、着陸の最終アプローチ中だった。事故報告書によれば、霧のためガチョウの群れがフリーマンの飛行機に近づき、そのうちの1羽がT-38の左舷のエアインテークに巻き込まれ、エンジンが炎上した。衝突の際、プレキシグラス（アクリル樹脂）の破片がジェットエンジンに入り込んだ。
フリーマンは滑走路に着陸しようとしたが、距離が短すぎて周辺の軍用住宅にぶつかる可能性があることに気づいた。そのため、滑走路から離れるように旋回して飛行機から脱出した。しかし、パラシュート展開が間に合わず、地面に激突して死亡した。頭蓋骨を骨折し、胸部に重傷を負っていた。
フリーマンは結婚しており、娘が1人いた。妻が夫の死を知ったのは、ヒューストン番の記者がフリーマンの自宅を取材したときだった。これ以降NASAは、任務・訓練中の宇宙飛行士が死亡した場合には、他の宇宙飛行士ができるだけ早く家族に知らせるようになった。葬儀では5人の宇宙飛行士が喪主を務め、遺体はアーリントン国立墓地に埋葬された。

## 死後

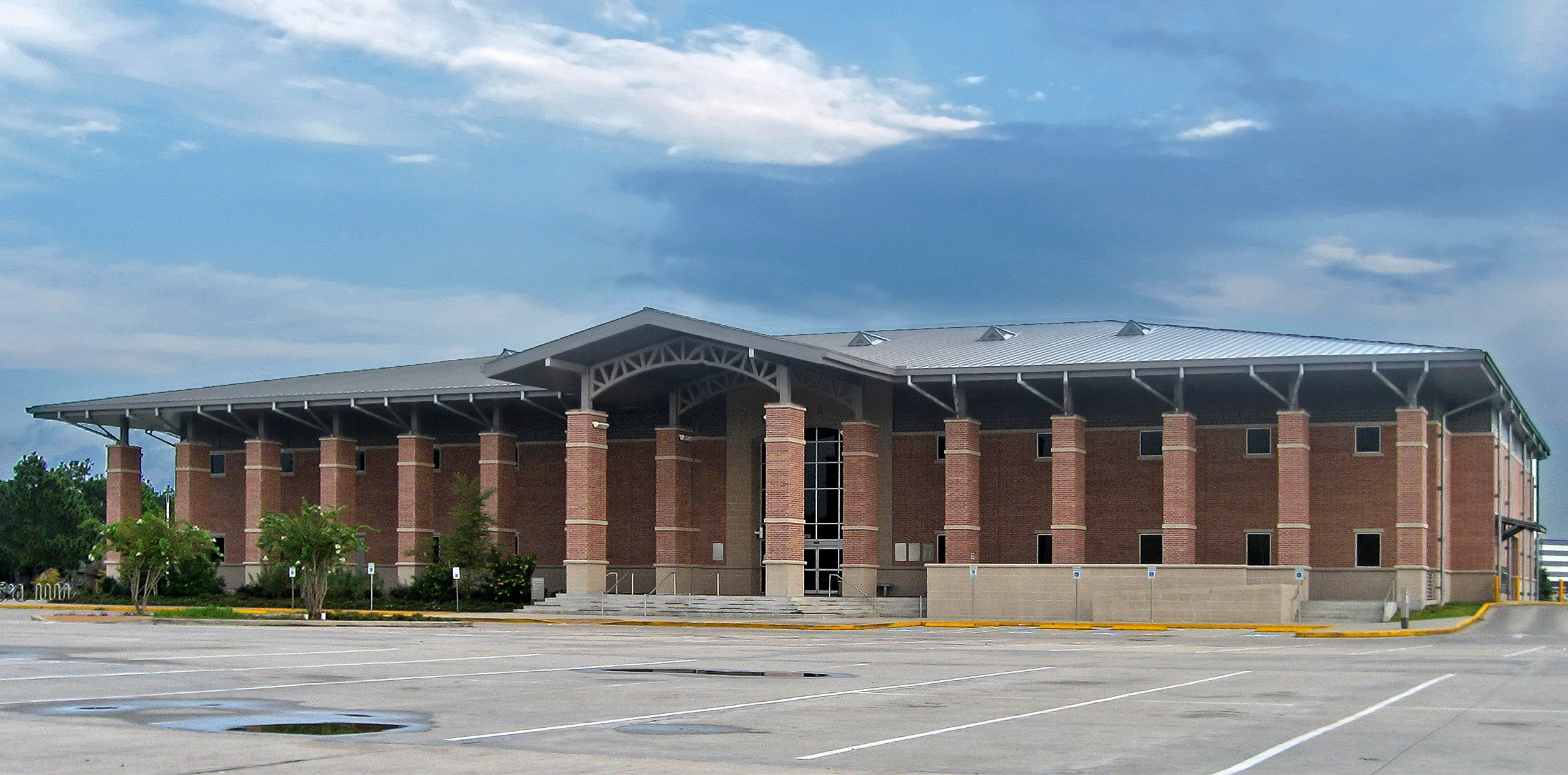
クリアレイクシティのフリーマン公共図書館

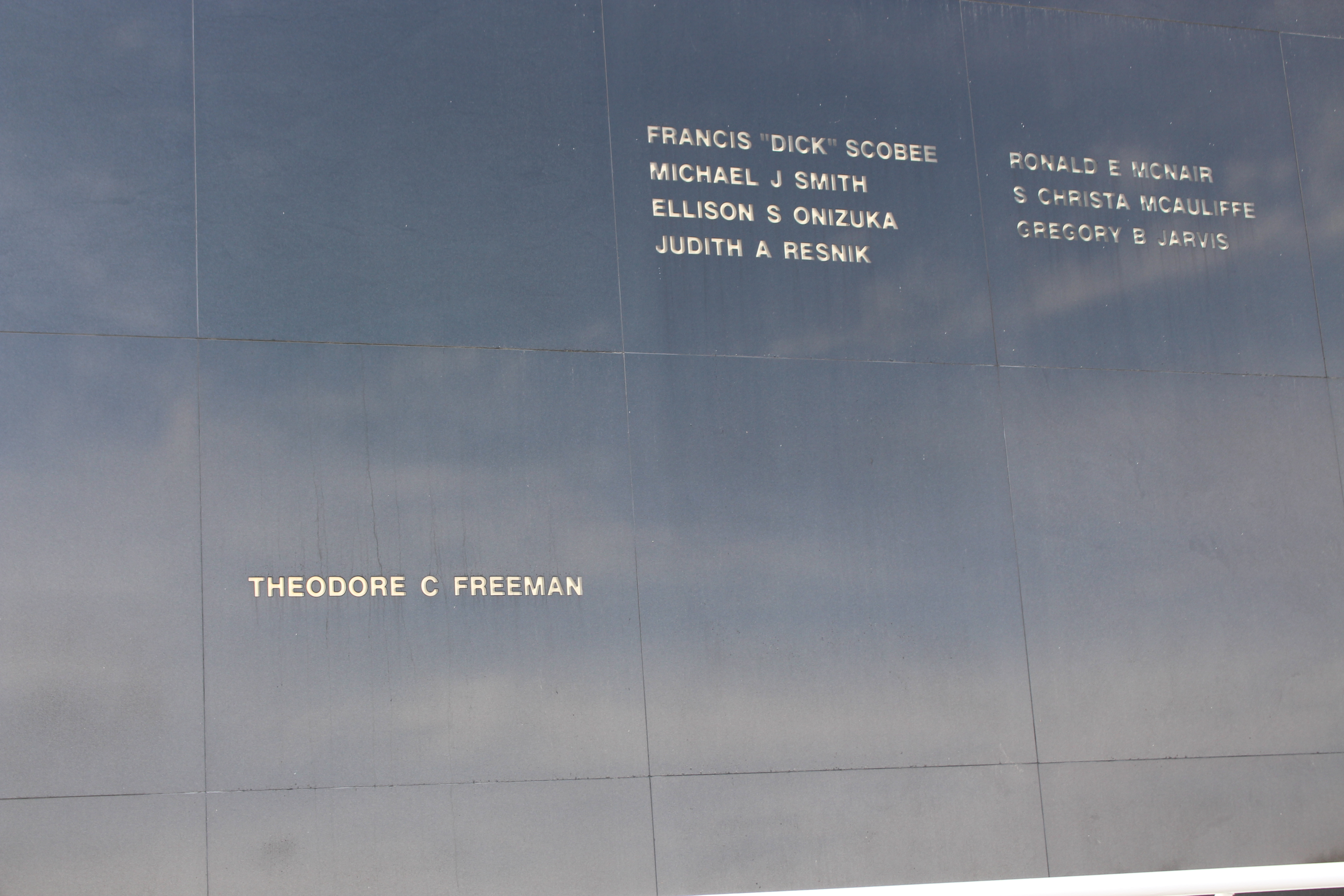
スペース・ミラー・メモリアルに刻まれたフリーマンの名前。右上の名前はチャレンジャー号爆発事故の犠牲者。

テキサス州のハリス郡公共図書館とヒューストン公共図書館は、クリアレイクシティに設置する分館の名称を「フリーマン公共図書館」とした。
1960年代後半、カリフォルニア州ロングビーチの沖に作られた人工島にフリーマンの名前がつけられた。これは、石油掘削基地を設けるために作られた4つの島の1つで、残りの3つの島はアポロ1号の火災事故で亡くなった3人の宇宙飛行士の名前がつけられた。
1968年、アポロ8号の乗組員は、月の裏側のクレーターの1つを仮の名称として「フリーマン」と名付けた。
1965年12月21日、デラウェア州上院は、国道9号線上のケープ・メイ＝ルイス・フェリーの進入路を「セオドア・C・フリーマン・ハイウェイ」と命名した。2014年6月18日、同フェリーのフェリーターミナルにフリーマンを記念する銘板が設置され、除幕式にはフリーマンの遺族が出席した。

## 書籍
オリアーナ・ファラーチが1965年に出版した初期のアメリカの宇宙開発に関する本"If the Sun Dies"に、フリーマンについても書かれている。